# ليبليان
ليبليان هي بلدة، في كوسوفو، تقع في بريشتينا، هي عاصمة Lipjan Municipality ‏، بلغ عدد سكانها 56,643 نسمة وذلك حسب إحصائيات سنة 2015، تبلغ مساحتها 338 كيلومتر مربع، رمزها البريدي هو 14000.

## الموقع
تشترك في الحدود مع :
- بريشتينا
- شتيمليه
- ماليشفي
- غلوفوفاتش
- فريزاي
- نوفو بردو
- جيلان
- فوشا كوسوفا